# 伊里巴阿达德一世
伊里巴阿达德一世（英語：Eriba-Adad I）（？—前1366年），中亚述时期的首任亚述国王（公元前1392年—公元前1366年在位）他向米坦尼称臣并向其寻求支持，死后由阿淑尔乌巴里特一世继承。
| 前任： 亚述纳迪纳赫二世 | 亚述国王 前1392年－前1366年 | 繼任： 阿淑尔乌巴里特一世 |